# Убийство Джонбенет Рэмси
Джонбенет Патрисия Рэмси (англ. JonBenét Patricia Ramsey; 6 августа 1990, Атланта, Джорджия — 25 декабря 1996, Боулдер, Колорадо) — победительница детских конкурсов красоты в США, убитая в 1996 году в возрасте шести лет. Несмотря на многочисленные версии и домыслы, убийца или убийцы Рэмси так и не были найдены.

## Биография
Родилась 6 августа 1990 года в городе Атланта, штат Джорджия, у Джона Беннетта Рэмси и Патриции Энн По. У неё был старший, с разницей в три года, брат Бёрк (род. в 1987). Джонбенет участвовала в многочисленных детских конкурсах красоты, получила следующие титулы: Colorado State All-Star Kids Cover Girl, America’s Royal Miss, Little Miss Charlevoix, National Tiny Miss Beauty, Little Miss Colorado, Little Miss Christmas.
В 1996 году семья Рэмси проживала в городке Боулдер (штат Колорадо). Отец девочки, Джон Рэмси, занимался дистрибуцией программного обеспечения, а мать Патрисия, бывшая обладательница титула «Мисс Вирджиния» и участница конкурса «Мисс Америка», присматривала за детьми — Джонбенет и её старшим братом Бёрком (Burke).

## Смерть

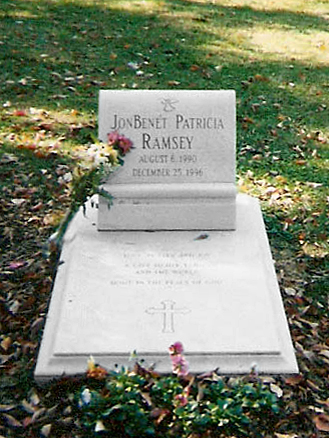
Могила Джонбенет Рэмси

26 декабря 1996 года Патрисия Рэмси сообщила в полицию о найденной в доме записке с требованием выкупа в размере 118 тысяч долларов за якобы похищенную дочь. Вскоре Рэмси и его друзья, осматривавшие дом, обнаружили в подвале труп Джонбенет. Согласно заключению судебной экспертизы, девочке была нанесена травма черепа, её задушили с помощью гарроты и, возможно, подвергли сексуальному насилию. На нижнем белье Джонбенет были обнаружены следы крови, принадлежащей неизвестному лицу, как выяснилось потом, мужчине.

## Следствие
Убийство Джонбенет стало одним из самых громких преступлений в США в 1990-е годы. Следствие долгое время не приводило ни к каким конкретным результатам. В качестве основных подозреваемых рассматривались родители девочки. Убийство обросло многочисленными слухами и подозрениями. В 2005 году генетическая экспертиза установила, что кровь на белье жертвы не принадлежала её родителям. Также не было найдено совпадений с образцами ДНК в базе ФБР.
После смерти Джонбенет супруги Рэмси с сыном переселились в небольшой городок Шарлевой на севере штата Мичиган. 24 июня 2006 года Патрисия Рэмси скончалась от рака яичников, который был диагностирован у неё ещё в 1993 году. В августе того же года был найден подозреваемый в убийстве Джонбенет — Джон Марк Карр, который впоследствии был оправдан.
В октябре 2010 года дело было вновь открыто, проведены новые допросы, а также экспертиза ДНК с использованием новейших методов.
25 октября 2013 года были обнародованы документы, показывающие, что в 1999 году большое жюри сочло доказательства по делу достаточными для обвинения родителей в нанесении увечий дочери, приведших к смерти, однако тогдашний окружной прокурор Алекс Хантер отказался подписать обвинительное заключение, сочтя доказательства недостаточными.